# Adam Fawer
Adam Fawer (New York, 1970) è uno scrittore statunitense.
Nel 2004 ha scritto un romanzo dal titolo Improbable tradotto in cinque lingue ed uscito anche in Italia nello stesso anno. Laureato in economia è stato amministratore delegato di About.com.
Vive a New York con la sua compagna ed il figlio.